# رئيس الخدم
رئيس الخدم (بالإنجليزية: The Butler) هو فيلم دراما أُصدر في الولايات المتحدة سنة 2013. الفيلم من إخراج لي دانييلز.وقد عرض الفيلم في البيت الأبيض

## طاقم التمثيل
- فورست ويتكر في دور سيسيل جاينز
- أوبرا وينفري في دور جلوريا جاينز
- ديفيد أيلو في دور لويس جاينز
- ديفيد بانر في دور إيرل جاينز
- ماريا كاري في دور كما هاتي بيرل
- مو مكراي، بدور إلدريدج هوجينز

## القصة
تبدأ أحداث قصة الفيلم في العام 2009، بظهور رجل أسود متقدم في السن يروي قصة حياته وهو يجلس في حجرة انتظار في البيت الأبيض، ويتحدث عن نشأته في عشرينيات القرن الماضي في مزرعة للقطن بولاية جورجيا يملكها رجل أبيض متعصب يقوم ذات يوم باغتصاب والدة الطفل سيسيل جينز، ثم يقتل والده حين يعترض على الجريمة التي ارتكبها. وعند بلوغ سني المراهقة يفر سيسيل من المزرعة، تاركا والدته. وذات يوم يسطو على محل للمعجنات ويفاجأ بقيام أصحاب المحل بتوظيفه في المحل، حيث يتعلم المهنة. وبعد عدة سنوات ينتقل إلى واشنطن حيث يعمل في أحد الفنادق ويتعرف خلال ذلك على زوجته جلوريا -أوبرا وينفري- ويرزقان بولدين. ثم ينتقل سيسيل للعمل في البيت الأبيض في العام 1957 في عهد الرئيس أيزنهاور، ويطلع على سياسة أيزنهاور المعارضة ثم المؤيدة لمنع التمييز العنصري في مدارس الولايات الأميركية الجنوبية.
وينشأ خلاف حاد بين سيسيل وابنه الأكبر لويس (الممثل ديفيد أويلوو) الذي ينضم كناشط إلى حركة الحقوق المدنية، ما يثير استياء والده سيسيل، ويوتر العلاقة بين والده ووالدته التي تتعاطف مع ابنها وتشجعه على نشاطه. وتتحول الأم إلى مدمنة على الكحول وزوجة غير مخلصة. وبعد تعرض الابن لويس ومجموعة من النشطاء لاعتداء من قبل متعصبين متطرفين في ولاية ألاباما يقدم الرئيس جون كنيدي مشروع قانون الحقوق المدنية الذي يدعمه خليفته الرئيس ليندون جونسون بعد اغتيال كنيدي، ويتم إقرار القانون في العام 1964. وتزداد حدة الخلاف بين الأب والابن بعد أن ينضم الابن لويس إلى منظمة النمور السود المتطرفة، خاصة أن الأب يدرك رفض الرئيس ريتشارد نيكسون لهذه المنظمة. ويتعرض الابن لويس للاعتقال في حين يتطوع الابن الأصغر تشارلي (الممثل إليجا كيلي) في الحرب في فيتنام حيث يلقى حتفه. ويستقيل لويس من منظمة النمور السود بعد أن تتبنى أعمال العنف ويستأنف دراسته الجامعية وينتخب في نهاية المطاف عضوا في الكونغرس.
في غضون ذلك تتحسن المكانة المهنية لسيسيل جينز، ويدعوه الرئيس ريجان وزوجته نانسي إلى عشاء رسمي في البيت الأبيض. إلا أن سيسيل يستاء من ريجان حين يرفض أي عقوبات يفرضها الكونغرس على جنوب أفريقيا، ويقدم سيسيل استقالته إلى الرئيس ريجان، ولكن ليس قبل أن يحصل على موافقة ريجان على توحيد الأجور وفرص الترقية بين الموظفين السود والبيض العاملين في البيت الأبيض. كما تصلح الوالدة جلوريا العلاقة بين الأب والابن، ويشترك الاثنان في مظاهرة ضد سياسة التمييز العنصري في جنوب أفريقيا. وتقفز أحداث الفيلم إلى انتخاب الرئيس باراك أوباما في العام 2008 كأول رئيس أسود في تاريخ الولايات المتحدة، ما يدعو سيسيل وابنه لويس إلى الفخر والاعتزاز. وتنتقل الأحداث إلى نهاية الفيلم، حيث يتأهب سيسيل جينز للقاء الرئيس أوباما بعد تنصيبه.

## الإنتاج
تم اسناد مهمة إخراج الفيلم للمخرج لي دانييلز وهذا هو الفيلم الرابع له. ويستند الفيلم إلى سيناريو للكاتب السينمائي داني سترونغ مبني مع بعض التصرف، على كتاب بعنوان «كبير الخدم: شاهد على التاريخ» من تأليف الكاتب الصحفي ويل هيجود يتعلق بكبير الخدم السابق الراحل في البيت الأبيض يوجين ألين، وعلى مقال للكاتب نفسه بعنوان «كبير الخدم تخدمه هذه الانتخابات جيدا» نشر في صحيفة الواشنطن بوست في العام 2008.

## الميزانية والإيرادات
بلغت تكلفة إنتاج الفيلم حوالي 30 مليون دولار بينما حقق أرباحاً تقدر بـ 146,695,269 دولار.

## ردود النقاد
تلقى فيلم كبير خدم في اغلب مراجعات على نقاط إيجابية من النقاد وحصل على 74٪ من الاصوات من موقع الطماطم الفاسدة من اصل 136 صوت.

## الجوائز
| جوائز               | جوائز                         | جوائز                   | جوائز       | جوائز |
| جائزة               | فئة                           | المستفيدين والمرشحين    | النتيجة     |       |
| ------------------- | ----------------------------- | ----------------------- | ----------- | ----- |
| جوائز أفلام هوليوود | أفضل مخرج                     | لي دانييلز              | فوز         |       |
| جوائز أفلام هوليوود | أفضل أضواء كاشفة              | ديفيد أيلو              | فوز         |       |
| جوائز ستالايت       | أفضل ممثل في السينما          | فورست ويتيكر            | في الانتظار |       |
| جوائز ستالايت       | أفضل ممثلة في دور مساعد       | أوبرا وينفري            | في الانتظار |       |
| جوائز ستالايت       | أفضل إخراج فني وتصميم الإنتاج | ديان يدرمان وتيم جالفين | في الانتظار |       |

## وصلات خارجية
- الموقع الرسمي. نسخة محفوظة 22 ديسمبر 2013 على موقع واي باك مشين.
- رئيس الخدم على موقع IMDb (الإنجليزية)
- رئيس الخدم على موقع ميتاكريتيك (الإنجليزية)
- رئيس الخدم على موقع الموسوعة البريطانية (الإنجليزية)
- رئيس الخدم على موقع روتن توميتوز (الإنجليزية)
- رئيس الخدم على موقع نتفليكس (الإنجليزية)
- رئيس الخدم على موقع قاعدة بيانات الأفلام العربية
- رئيس الخدم على موقع ألو سيني (الفرنسية)
- رئيس الخدم على موقع Turner Classic Movies (الإنجليزية)
- رئيس الخدم على موقع أول موفي (الإنجليزية)
- رئيس الخدم على موقع بوكس أوفيس موجو (الإنجليزية)